# Abraham Roqueñi
Abraham Roqueñi, es un deportista cántabro que practica diversas modalidades de artes marciales y deportes de contacto como el Kickboxing, el Thai boxing o el Full contact.

## Biografía
Inicia su actividad deportiva practicando Karate a los 7 años y a los 12 años comienza también con el Kick boxing simultaneando ambos hasta los 22 años. A los 16 años disputa en Ávila su primer combate aficionado. Fue campeón regional y de España aficionado de Kick boxing, dos veces campeón Ibérico de Kick boxing, campeón de España aficionado y neoprofesional de Full contact, campeón de Ibérico de Full contact y dos veces campeón de Europa de Kick boxing.
Después de defender su título de Campeón del mundo de Kickboxing en 4 ocasiones ganó también el cinturón mundial de Muay Thai ante Kit Sitphonlek. Después ganó también su tercer cinturón mundial diferente el 7 de diciembre de 2007 después de ganar a Franck Pétin en la modalidad de Full contact. En 2010 se adjudicó la quinta edición del torneo Apocalipsis en Torrelavega, ante el francés Mickael Lallemand.

## Palmarés
- Campeón del mundo K1 WAKO
- Campeón del mundo kickboxing ISCA
- Campeón del Mundo WFCA Full Contact.
- Campeón del Mundo WFCA Muay Thai.
- 4 veces Campeón del Mundo WAKO.
- Campeón de Europa ISKA.
- Campeón K-1 Max España 2004.
- 2 veces campeón de Europa de kickboxing.
- Campeón de España de kickboxing.
- Campeón de España de fullcontact.
- 2 veces campeón Ibérico de kickboxing.
- Campeón Ibérico de fullcontact.
- 3 dan de Karate y campeón de España en varias ocasiones.
- Campeonato aficionado de Cantabria de kickboxing.
- Campeonato aficionado de España de kickboxing.
- Campeonato neoprofesional de España de kickboxing.
- Campeonato aficionado de España de full-contact.

Además de otros títulos amateurs, incluso títulos de karate.

## Kickboxing récord

### Full Contact
En diciembre de 2007 en Saint Quentin se celebró el Campeonato del Mundo de Full Contact por la federación WFCA. Se enfrentaron por el título vacante superwelter Franck Pétin y Abraham Roqueñi que ganó en el séptimo asalto con un KO (anteriormente Pétin también había recibido una cuenta de protección). De esta manera el cántabro se convertía en el ganador del Campeonato del mundo igual que hiciera en junio del mismo año con el título de la misma federación en la especialidad de Thaiboxing.

### Muay Thai
El 30 de junio de 2007 en Santander se celebró el Campeonato del Mundo de Muay Thai por la federación WFCA. Por el título superwelter de la asociación se enfrentaron Abraham y Kit Sitphonlek, luchador tailandés con un palmarés muy extenso. La pelea se desarrolló con mucha igualdad destacando a los puntos Abraham a pesar de un último asalto muy fuerte de Sitphonlek que finalmente perdió por el resultado de los jueces. Abraham se convertía así en poseedor de un nuevo título mundial después de las 4 defensas que había hecho anteriormente de su título de lowkick WAKO.